# Ernst Roch
Wilhelm Ernst Roch (* 3. Januar 1862 in Annaberg; † 10. Mai 1931 ebenda) war ein deutscher Lithograf und freisinniger Politiker.

## Leben und Wirken
Der Sohn des Schuhmachermeisters Christian Moritz Roch (1839–1908) besuchte von 1868 bis 1876 die Bürgerschule in Annaberg, woran er bis 1879 eine Ausbildung zum Lithografen in Annaberg und Buchholz und einen Besuch der Fortbildungsschule anschloss. Bis Ende August 1880 blieb er als Geselle in Annaberg, begab sich dann aber auf seine Wanderschaft, während der er u. a. in Budapest und Bukarest war. Anschließend leistete er von November 1882 bis Juni 1885 seinen Militärdienst ab. 1885 bis 1887 war er Lithograf in Graslitz und Aussig, bevor er im November seine eigene lithografische Anstalt in seiner erzgebirgischen Heimatstadt begründete. Von 1891 bis 1922 war er Vorsteher der örtlichen Militärvereins.
Von Januar 1894 bis 1911 war er Stadtverordneter und von Januar 1911 bis 1922 Stadtrat von Annaberg. Nach dem Tod des Landtagsabgeordneten Alfred Gräfe wurde er im 19. städtischen Wahlbezirks in einer Nachwahl zum Abgeordneten in die II. Kammer des Sächsischen Landtags gewählt, der er bis zu deren Auflösung 1918 angehörte. Im März 1924 fungierte er als stellvertretender Bürgermeister.

## Ehrungen
Im Dezember 1923 wurde er zum Ehrenbürger von Annaberg ernannt. In Annaberg-Buchholz trägt eine Straße seinen Namen.